# Vimeo
Vimeo (/ˈvɪmioʊ/) — американский видеохостинг со штаб-квартирой в Нью-Йорке. Запущенный в 2004 году, по состоянию на март 2018 года занимает 130-е место в глобальном рейтинге сайтов и 91-е место в рейтинге США по данным Alexa. Имеет мобильные приложения для платформ iOS, Android и Windows Phone.

## История
Vimeo был запущен в 2004 году Заком Клейном и Джейком Лодвиком совместно с группой кинематографистов. По их задумке, сайт должен помогать людям делиться творческими проектами и жизненными историями. Название сервиса восходит к словам «video» (видео) и «me» (я), а также является анаграммой слова «movie».
В октябре 2007 года Vimeo первым из видеохостингов стал поддерживать формат HD (1280×720). На данный момент сервис поддерживает и большие разрешения, в том числе 4K (формат 4096×2160).
По состоянию на 2017 год у Vimeo более 25 миллионов зарегистрированных пользователей, а посещаемость составляет 170 миллионов человек.
14 марта 2022 года в Vimeo приостановили регистрацию для жителей России и заблокировали российские СМИ, запрещённые в Европейском Союзе.

## Бесплатные услуги и подписки
Сразу после запуска Vimeo предоставлял бесплатные аккаунты в пределах 20 мегабайт дискового пространства в неделю. Лимит увеличили до 30 в 2006 году, до 250 в январе 2007 года и до нынешнего уровня в 500 мегабайт в октябре 2007 года.
Любой пользователь Vimeo может выкладывать бесплатно не более 500 мегабайт в неделю и 25 гигабайт за год. Премиум-подписки позволяют расширить этот объём и получить доступ к дополнительным функциям. Цена подписок — от 5 до 75 долларов в месяц.